# روجر أونغر
روجر أونغر (بالإنجليزية: Roger Unger)‏ هو طبيب غدد صماء أمريكي، ولد في 7 مارس 1924 في نيويورك في الولايات المتحدة.